# DEAR.
『DEAR.』（ディア）は、Hey! Say! JUMPの5枚目のオリジナルアルバム。J Stormから2016年7月27日に発売。

## 概要
前作『JUMPing CAR』から約1年1か月ぶりとなるオリジナルアルバム。
初回限定盤1・初回限定盤2・通常盤の3形態で発売され、それぞれ収録内容やジャケット写真は異なる。初回限定盤1には収録曲「Masquerade」のPV・メイキングを収録したDVDが付属。初回限定盤2にはメンバーそれぞれのユニット曲を収録したCDが付属。通常盤には初回限定盤には未収録の新曲「From.」が収録されている。2016年5月11日に発売されたシングル「真剣SUNSHINE」は収録されていない。(『Hey! Say! JUMP 2007-2017 I/O』に収録。)
発売日の翌28日から、本作を引っさげたコンサートツアー「Hey! Say! JUMP LIVE TOUR 2016 DEAR.」が全国7都市29公演で開催された。

## チャート成績
今作『DEAR.』は初動25.8万枚を売り上げて、2016年8月8日付のオリコン週間アルバムランキングで週間1位を獲得した。アルバムについては5作連続で1位を獲得し、初動25.8万枚は自己最高売上となった。
また8月15日付の同ランキングで、自身初の2週連続1位を獲得した。

## 収録曲

### CD
1. Invitation（Instrumental）[0:57]
作曲・編曲：原一博
2. Masquerade [4:23]
作詞：KOMU、作曲・編曲・原一博、ブラスアレンジ：竹上良成
  - 今作のリードトラック
3. RUN de Boo! [3:30]
作詞：ma-saya、作曲：Takuya Harada, JosefMelin、編曲：JosefMelin
4. ドリームマスター [4:06]
作詞：vandrythem、作曲：Victor Sagfors、編曲：VICTOR
5. B.A.B.Y. [3:19]
作詞：Kanata Okajima、作曲：Didrik Thott, Kanata Okajima, Erik Nyholn、編曲：Erik Nyholn
6. キミアトラクション [4:20]
作詞：MiNE・川口進、作曲：CHOKKAKU・川口進・Christofer Erixon・Joakim Bjornberg、編曲：CHOKKAKU
  - 15thシングル
  - Hey! Say! JUMP出演 コーセーコスメポート『ソフティモ』CMソング
7. Special Love [3:43]
作詞：S-KEY-A、作曲：Kanata Okajima, Erik Lidbom、編曲：Erik Lidbom
8. Dear. [4:46]
作詞：Vandrythem、作曲：Erik Lidbom, SHIROSE、編曲：塚崎陽平
  - 本作の表題曲
9. Eternal [4:33]
作詞・作曲：多田慎也、編曲：安部潤
  - Hey! Say! JUMP出演 コーセーコスメポート『クリアターン』CMソング[5]
10. SUPERMAN [4:52]
作詞：Taka Ruscar、作曲・編曲：Tommy Clint
11. order [3:28]
作詞：miyakei、作曲：HIKARI, TAKAROT、編曲：TAKAROT
12. Tasty U [4:27]
作詞：KOUDAI IWATSUBO、作曲：KAY, KOUDAI IWATSUBO、編曲：石塚知生、コーラス編曲　岩田雅之
13. スローモーション [3:59]
作詞：zAzza、作曲：youwhich, KOUDAI IWATSUBO、編曲：youwhich
14. 愛のシュビドゥバ [4:43]
作詞・作曲：小倉しんこう、編曲：梅原新
  - Hey! Say! JUMP出演 ブルボン『キャラメルポップコーンシリーズ』CMソング[5]
15. KISS Diary [4:06]
作詞：MIZUE、作曲：すみだしんや、編曲：石塚知生
16. Brand New World [4:40]
作詞：Mr. Nemo、作曲：Fredrik“Figge”Bostrom, 田渕夏海、編曲：高橋哲也、ストリングスアレンジ：小林洋平
17. From. [4:41]
作詞・作曲：タハラノブヒロ、編曲：石塚知生
通常盤のみ収録。
メンバーによるメッセージあり。
ベストアルバム「Hey! Say! JUMP 2007-2017 I/O」初回限定盤2特典CDにも収録されている。

### 特典CD
※初回限定盤2のみ
1. 今夜貴方を口説きます - 伊野尾慧・八乙女光
作詞：Rivatip、作曲・編曲：KOUDAI IWATSUBO, SHIMADA
2. Mr.Flawless - 中島裕翔・髙木雄也・薮宏太
作詞：藤林聖子、作曲・編曲：Josef Melin、コーラス編曲：岩田雅之
通常盤封入コードを使った応募から抽選1万名に、この曲のPVが収録されたDVDが贈られた。
3. 僕とけいと - 知念侑李・岡本圭人
作詞：Vandrythem、作曲：川口進, MiNE, Atsushi Shimada、編曲：Atsushi Shimada
4. My Girl - 山田涼介・有岡大貴
作詞：Komei Kobayashi、作曲：Simon Petren, Gustav Karlstrom、編曲：Simon Petren

### DVD
※初回限定盤1のみ
1. 「Masquerade」ビデオ・クリップ＋メイキング

## 収録映像作品
Masquerade
- Hey! Say! JUMP LIVE TOUR 2016 DEAR.
- Hey! Say! JUMP I/Oth Anniversary Tour 2017-2018（初回限定盤2）

RUN de Boo!
- Hey! Say! JUMP LIVE TOUR 2016 DEAR.
- Hey! Say! JUMP I/Oth Anniversary Tour 2017-2018（初回限定盤2）

Dear.
- Hey! Say! JUMP LIVE TOUR 2016 DEAR.
- Hey! Say! JUMP I/Oth Anniversary Tour 2017-2018（初回限定盤2）

SUPERMAN
- Hey! Say! JUMP LIVE TOUR 2016 DEAR.
- Hey! Say! JUMP I/Oth Anniversary Tour 2017-2018（初回限定盤2）
- Hey! Say! JUMP LIVE TOUR 2019-2020 PARADE

order
- Hey! Say! JUMP LIVE TOUR 2016 DEAR.

Tasty U
- Hey! Say! JUMP LIVE TOUR 2016 DEAR.
- Hey! Say! JUMP LIVE TOUR SENSE or LOVE

愛のシュビドゥバ
- Hey! Say! JUMP LIVE TOUR 2016 DEAR.
- Hey! Say! JUMP I/Oth Anniversary Tour 2017-2018（初回限定盤2）

From.
- Hey! Say! JUMP I/Oth Anniversary Tour 2017-2018
- Hey! Say! JUMP 15th Anniversary LIVE TOUR 2022-2023

今夜貴方を口説きます
- Hey! Say! JUMP LIVE TOUR 2016 DEAR.
- Hey! Say! JUMP I/Oth Anniversary Tour 2017-2018（初回限定盤2）

Mr. Flawless
- Hey! Say! JUMP LIVE TOUR 2016 DEAR.
- Hey! Say! JUMP I/Oth Anniversary Tour 2017-2018（初回限定盤2）

僕とけいと
- Hey! Say! JUMP LIVE TOUR 2016 DEAR.
- Hey! Say! JUMP I/Oth Anniversary Tour 2017-2018（初回限定盤2）

My Girl
- Hey! Say! JUMP LIVE TOUR 2016 DEAR.
- Hey! Say! JUMP I/Oth Anniversary Tour 2017-2018（初回限定盤2）